# Trace McSorley
Richard Thomas McSorley III, detto Trace (Ashburn, 23 agosto 1995), è un giocatore di football americano statunitense che milita nel ruolo di quarterback per i New England Patriots della National Football League (NFL).

## Carriera

### Baltimore Ravens
McSorley fu scelto nel corso del sesto giro (197º assoluto) del Draft NFL 2019 dai Baltimore Ravens. Nella sua prima stagione fu il terzo quarterback nelle gerarchie della squadra dietro a Lamar Jackson e Robert Griffin III. Debuttò come professionista subentrando a Griffin nel finale della gara dell'ultimo turno contro i Pittsburgh Steelers senza tentare alcun passaggio e correndo una volta per una yard.
Il 2 dicembre 2020, McSorley subentrò nel quarto periodo contro gli Steelers all'infortunato Robert Griffin III. Completò 2 passaggi su 6 tentativi per 77 yard e un touchdown che fu realizzato con un passaggio da 70 yard per Marquise Brown. I Ravens persero per 14–19.

### Arizona Cardinals
Il 22 novembre 2021 McSorley firmò con gli Arizona Cardinals.